# حلزون درختی اوآهو
حلزون درختی اوآهویی (نام علمی: Achatinella) نام یک سرده از زیرراسته ستون‌چشم‌داران است. گونه‌های این سرده همگی درخت‌پیما و دارای لاک هستند. این سرده از حلزون‌های درختی بوم‌زاد جزایر هاوایی می‌باشند، و همۀ گونه‌های شناخته‌شده‌اش درخطر انقراض قراردارند.

## نگارخانه

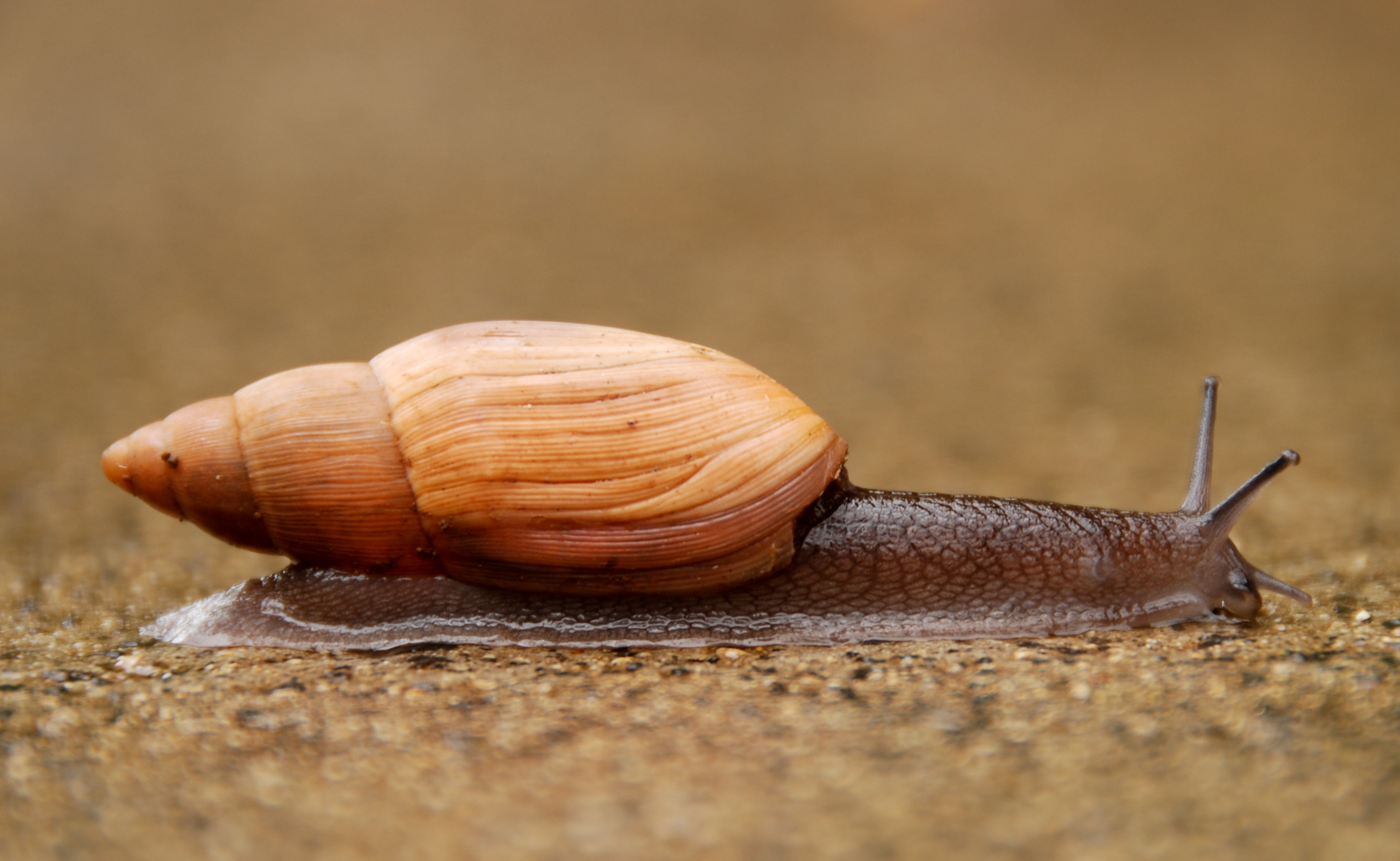
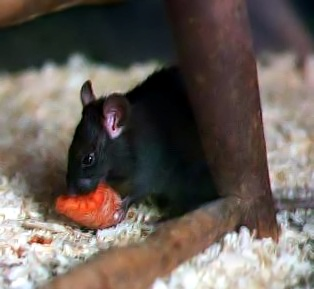
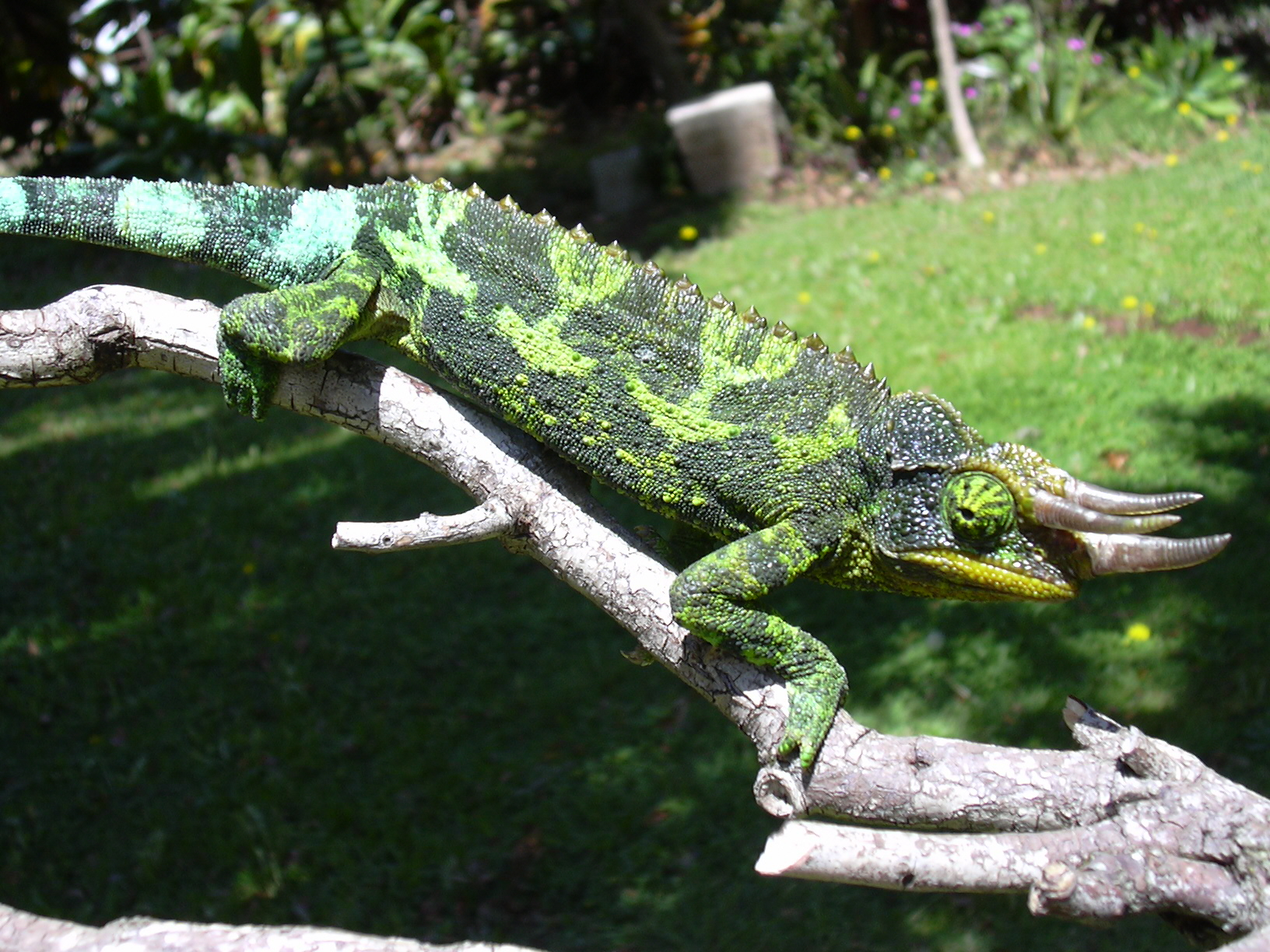
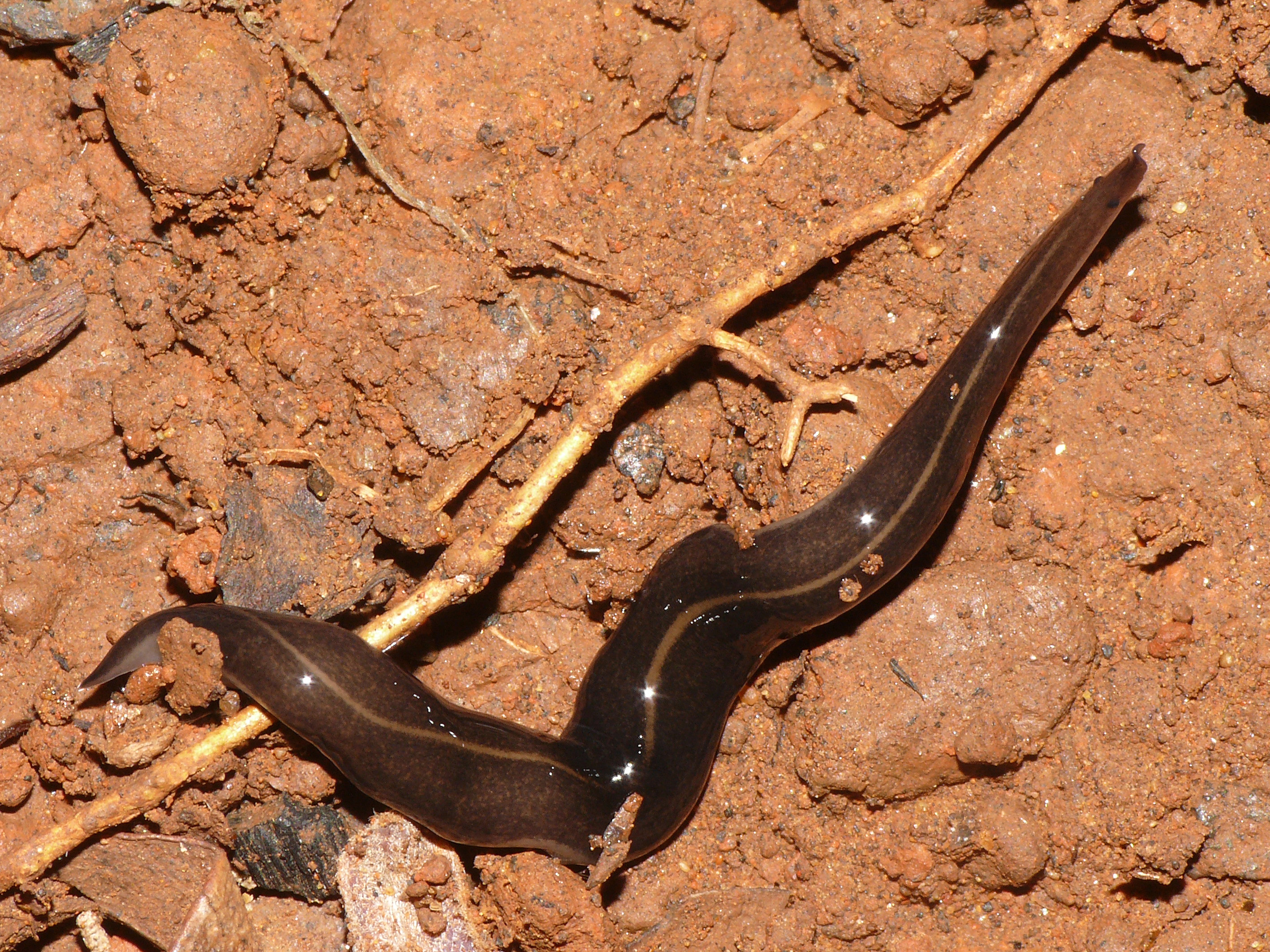